# MUSE (탐사선)
MUSE는 ESA의 천왕성 탐사선이다. 목적은 천왕성의 위성, 천왕성의 대기, 자기장 천왕성의 구성 성분과 탄생 시점, 자전축이 기울어진 이유 등을 알아내는 것이다.

## 역사와 제작배경
2012년 제안되어 예산이 18억 유로로 추산되고 개발팀이 구성되었다. 이후 코스믹 비전의 L 그룹의 일환으로 추진하자고 제안되었으나, 취소되었다. 이후 2014년 뉴 프론티어 계획에도 제안했으나 취소되었다.

## 발사
기아나 우주 센터에서 아리안 6으로 2026년 또는 2029년에 발사될 예정이었으나, 취소되었다.

## 대기권 돌입 탐사선
MUSE에 천왕성의 대기를 탐사할 탑재체를 넣고 발사할 예정이었으나, 취소되며 무산되었다.

## 지원, 개발, 투자
- ESA

## 같이 보기
- 천왕성의 대기
- 천왕성 탐사
- 천왕성의 위성
- ODINUS
- 천왕성 패스파인더